# Агвалі
Агвалі — село (аул), районний центр Цумадинського району, Дагестан. Статус районного центру з 1937 року. 
Населення — 2,0 тис. жителів (2002), переважно чамалали. 
У селі діють середня школа з інтернатом, дитячий садочок, спортивна школа. 
Агвалі розташоване в басейні Андійського Кайса. Проектується споруда Агвалінської ГЕС. 
Назва села походить від слова «агвал» — «глід». 